# Trutören (vid Öjna, Malax)
Trutören med Gussanskäret, Krokskäret, Hagigrund och Stora Kassören, är en ö i Finland. Den ligger i Norra kvarken vid Öjna i kommunen Malax i den ekonomiska regionen  Vasa i landskapet Österbotten, i den västra delen av landet. Ön ligger omkring 21 kilometer sydväst om Vasa och omkring 360 kilometer nordväst om Helsingfors.
Öns area är 6,19 kvadratkilometer och dess största längd är 3,6 kilometer i sydväst-nordöstlig riktning.